# Wiedmann-Bibel
Die Wiedmann-Bibel gibt das komplette Alte und Neue Testament in Bildern wieder. Das Original besteht aus insgesamt 19 Leporello-Büchern mit 3.333 handgemalten Bildern und hat eine Gesamtlänge von 1,17 km. Geschaffen wurde sie von dem Stuttgarter Willy Wiedmann über einen Zeitraum von 16 Jahren (1984–2000). Wiedmann malte die Bibel im Stil seiner Polykonmalerei, die er Mitte der 1960er Jahre entwickelte.

## Geschichte

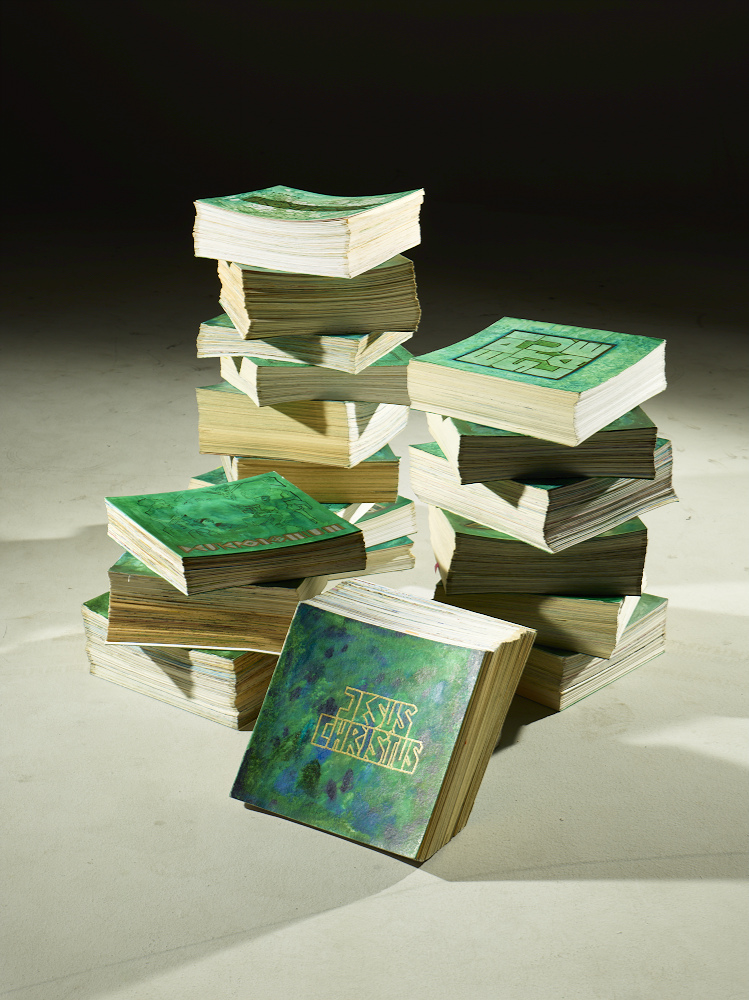
Die Wiedmann-Bibel – das Original

Die Idee, Bibelverse in Bilder umzusetzen, kam Willy Wiedmann 1984 während seines Auftrages, die Pauluskirche in Stuttgart-Zuffenhausen auszumalen. Er wollte die Bibel vereinfachen und sie den Menschen näher bringen. Im Juli 2000 beendete er sein Werk. Weil die Technik damals noch nicht so weit war, konnte Wiedmann das Leporello nicht veröffentlichen und verstaute die Bibelbücher in vier Kisten auf dem Dachboden seiner Galerie. Erst nach dem Tod des Künstlers wurden sie vom Sohn Martin Wiedmann wiederentdeckt. Er ließ alle Bilder einscannen und digitalisieren.

## Ausstellungen
Das Original wurde seit seiner Entdeckung im Jahr 2013 mehrfach ausgestellt:
- vom 3. bis zum 7. Juni 2015 auf dem Deutschen Evangelischen Kirchentag in Stuttgart[5][6]
- vom 27. November 2016 bis zum 5. Februar 2017 im Weygang-Museum in Öhringen[7]
- vom 7. April bis zum 13. Mai 2017 in Augsburg[8]
- vom 22. Mai bis zum 10. September 2017 und erneut über den Jahreswechsel 2023/24 im Alten Rathaus der Lutherstadt Wittenberg.[9]
- vom 27. Oktober 2018 bis zum 28. April 2019 im Museum of the Bible in Washington, D.C.[10][11]

## Editionen
Am 7. Mai 2017 wurde die Wiedmann-Bibel in Form eines Faksimiles zum ersten Mal komplett auf einer Länge von 1517 m ausgefaltet und der Öffentlichkeit präsentiert. Anlass waren Feierlichkeiten des Reformationsjubiläums in Magdeburg. Gleichzeitig wurde damit ein Weltrekordversuch unternommen. Seit Dezember 2017 stand die Wiedmann-Bibel im Guinness-Buch der Rekorde als weltweit größtes Leporello, mit einer Fläche von 645,2 m², bis der Rekord im August 2018 gebrochen wurde.

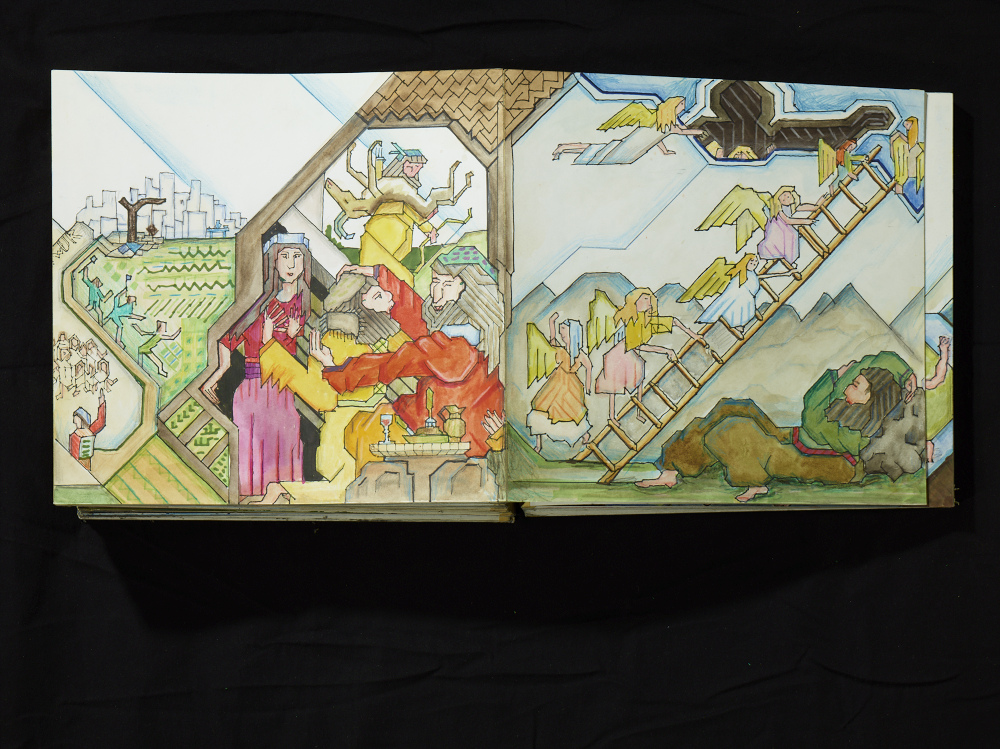
Gen 28 – Jakobs Traum der Himmelsleiter
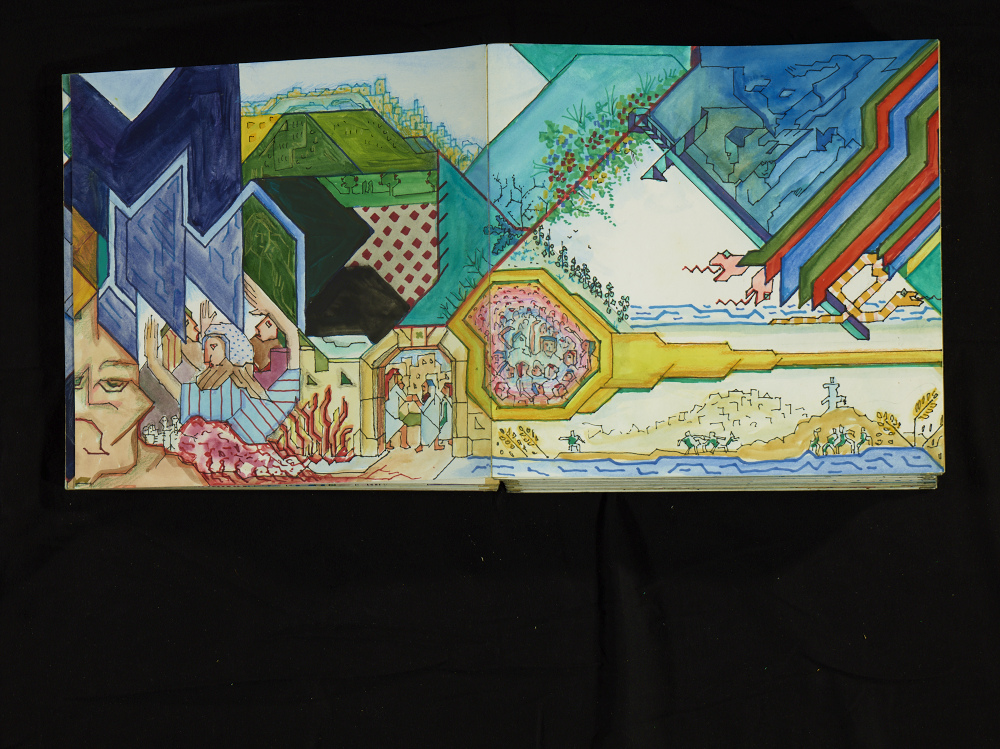
Jes 26–27 – Jubellied des Volkes Gottes
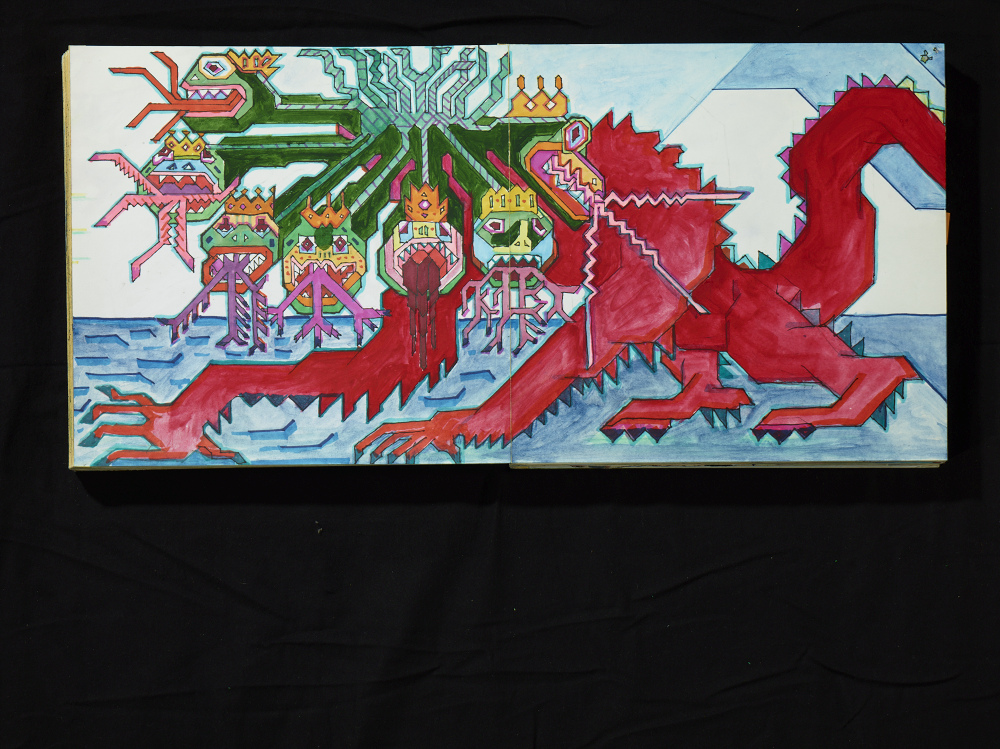
Offb 12,3 – Der siebenköpfige Drachen

In Zusammenarbeit mit der Deutschen Bibelgesellschaft ist im Februar 2018 die Wiedmann-Bibel zum ersten Mal als Buch erschienen. Ergänzt wird die ART-Edition mit Versen aus der revidierten Lutherbibel 2017. Das Layout hat der Fotograf und Fotodesigner Manfred Rieker entworfen. Die Ausgabe ist auf 3.333 Exemplare limitiert. Verschiedene Ausgaben ART-Edition befinden sich unter anderem im Bestand des Gutenberg-Museums in Mainz, der Bayerischen Staatsbibliothek in München, der Herzogin Anna Amalia Bibliothek in Weimar, der Sächsischen Haupt-Bibelgesellschaft in Dresden, des bibliorama – das Bibelmuseum in Stuttgart, des Archivs der Stadt Stuttgart, des VfB-Stuttgart und des Museum of the Bible in Washington, D.C.

## Verwendung
Der Schweizer Lichtkünstler Gerry Hofstetter verwendete Bilder aus der Wiedmann-Bibel unter anderem bei seinen Performances im Grossmünster in Zürich (Schweiz) und seiner US Light Art Grand Tour.